# Polygala solieri
Polygala solieri är en jungfrulinsväxtart som beskrevs av C. Gay. Polygala solieri ingår i släktet jungfrulinssläktet, och familjen jungfrulinsväxter. Inga underarter finns listade i Catalogue of Life.